# Macrojoppa violacea
Macrojoppa violacea là một loài tò vò trong họ Ichneumonidae.